# Jürgen Kriwitz
Jürgen Kriwitz ist ein deutscher Filmproduzent.

## Werdegang
Kriwitz begann als Produktionsleiter beim Medienunternehmen Studio Hamburg und wurde dort Herstellungsleiter, bevor er als Geschäftsführer zu Multimedia wechselte. 1985 trat er als Produzent in die Geschäftsführung des Medienunternehmens neue deutsche Filmgesellschaft ein, wo ihm unter anderem mit der ZDF-Serie Forsthaus Falkenau ein kommerziell erfolgreicher Achtungserfolg gelang. 1996, im Jahr seines Ausstiegs, gewann Kriwitz den Bernd Burgemeister Fernsehpreis für den SAT 1-Spielfilm Die Russenhuren – Visum in den Tod und heuerte als Berater der Redaktion Eigenproduktion sowie der Geschäftsführung bei RTL an. Anschließend arbeitete Kriwitz als freier Berater für verschiedene Produktionsfirmen.

## Filmografie (Auswahl)
- 1982: Dabbel Trabbel
- 1988: Herbst in Lugano
- 1989: African Timber
- 1995: Visum in den Tod – Die Russenhuren
- 2006: Papa und Mama
- 2007: Mein alter Freund Fritz
- 2007: Oh Tannenbaum
- 2008: Leo und Marie – Eine Weihnachtsliebe
- 2008: Freundschaften und andere Neurosen
- 2012: Balthasar Berg – Sylt sehen und sterben